# أووسو أفري
أووسو أفري (بالإنجليزية: Owusu Afriyie)‏ هو لاعب كرة قدم غاني في مركز الوسط، ولد في 1 سبتمبر 1980 في أكرا في غانا. شارك مع منتخب غانا تحت 17 سنة لكرة القدم ومنتخب غانا تحت 20 سنة لكرة القدم. أما مع النوادي، فقد لعب مع نادي بطليوس ونادي تشافيس ونادي ليناريس ونادي مالقا ونادي مليلية وهارتس أوف أوك.

## وصلات خارجية
- أووسو أفري على موقع الاتحاد الدولي (مؤرشف)  (الإنجليزية)
- أووسو أفري على موقع قاعدة بيانات كرة القدم.إي يو (الإنجليزية)